# Persone di nome Philippe
| Questa pagina contiene informazioni ricavate automaticamente dalle voci biografiche con l'ausilio del template Bio e di un bot. L'aggiornamento è periodico e automatico e ricostruisce completamente la pagina. Se manca una persona in questa lista, sei pregato di non aggiungerla, ma accertati piuttosto che la sua voce biografica contenga il template Bio e che i dati anagrafici siano correttamente compilati. Se il template Bio manca, inseriscilo tu stesso o, in alternativa, metti l'avviso {{tmp\|Bio}} che ne segnala la mancanza. Se i dati riportati sono sbagliati, correggi direttamente la voce biografica; le modifiche saranno visibili in questa lista entro pochi giorni. Per chiarimenti vedi il progetto antroponimi. La lista contiene solo le 364 persone che sono citate nell'enciclopedia e per le quali è stato implementato correttamente il template Bio. Pagina aggiornata al 22 lug 2025. |

Questa è una lista di persone presenti nell'enciclopedia che hanno il nome Philippe, suddivise per attività principale.

## Allenatori di calcio(9)
- Philippe Anziani, allenatore di calcio e ex calciatore francese (Annaba, n. 1961)
- Philippe Brunel, allenatore di calcio e ex calciatore francese (Boulogne-sur-Mer, n. 1973)
- Philippe Clement, allenatore di calcio e ex calciatore belga (Anversa, n. 1974)
- Philippe Hinschberger, allenatore di calcio e ex calciatore francese (Algrange, n. 1959)
- Philippe Lebresne, allenatore di calcio e calciatore francese (n. 1978)
- Philippe Montanier, allenatore di calcio e ex calciatore francese (Vernon, n. 1964)
- Philippe Troussier, allenatore di calcio, dirigente sportivo e ex calciatore francese (Parigi, n. 1955)
- Philippe Vande Walle, allenatore di calcio e ex calciatore belga (Bruges, n. 1961)
- Philippe Vorbe, allenatore di calcio e ex calciatore haitiano (Port-au-Prince, n. 1947)

## Allenatori di hockey su ghiaccio(2)
- Philippe Bozon, allenatore di hockey su ghiaccio e ex hockeista su ghiaccio francese (Chamonix-Mont-Blanc, n. 1966)
- Phil Myre, allenatore di hockey su ghiaccio e ex hockeista su ghiaccio canadese (Sainte-Anne-de-Bellevue, n. 1948)

## Allenatori di pallacanestro(1)
- Philippe Hervé, allenatore di pallacanestro e ex cestista francese (Fontainebleau, n. 1963)

## Ammiragli(4)
- Philippe de Gaulle, ammiraglio e politico francese (Parigi, n. 1921 - Parigi, † 2024)
- Philippe Le Valois, marchese di Villette-Mursay, ammiraglio francese (Poitou, n. 1632 - Parigi, † 1707)
- Philippe de Montaut-Bénac de Navailles, ammiraglio francese (Parigi, n. 1619 - Parigi, † 1684)
- Philippe de Chabot, ammiraglio francese (n. 1492 - Parigi, † 1543)

## Antropologi(1)
- Philippe Descola, antropologo francese (Parigi, n. 1949)

## Arbitri di calcio(1)
- Philippe Kalt, ex arbitro di calcio francese (Colmar, n. 1968)

## Archeologi(1)
- Philippe Leveau, archeologo e storico francese (Angoulême, n. 1940)

## Architetti(1)
- Philippe Starck, architetto e designer francese (Parigi, n. 1949)

## Arcivescovi cattolici(3)
- Philippe Ballot, arcivescovo cattolico francese (Vesoul, n. 1956)
- Philippe Berruyer, arcivescovo cattolico francese (Tours - Bourges, † 1260)
- Philippe Nguyễn Kim Điền, arcivescovo cattolico vietnamita (Long Đức, n. 1921 - Ho Chi Minh, † 1988)

## Artisti(2)
- Philippe Burty, artista francese (Parigi, n. 1830 - Astaffort, † 1890)
- Philippe Petit, artista francese (Nemours, n. 1949)

## Astisti(3)
- Philippe Collet, ex astista francese (Nancy, n. 1963)
- Philippe d'Encausse, ex astista francese (Clermont-Ferrand, n. 1967)
- Philippe Houvion, ex astista francese (Briey, n. 1957)

## Astronauti(1)
- Philippe Perrin, ex astronauta francese (Meknès, n. 1963)

## Astronomi(2)
- Philippe Buttani, astronomo francese (n. 1968)
- Philippe Dupouy, astronomo francese (Hauriet, n. 1952)

## Attori(17)
- Philippe Bas, attore francese (Parigi, n. 1973)
- Philippe Caroit, attore francese (Parigi, n. 1959)
- Philippe Clay, attore e cantante francese (Parigi, n. 1927 - Issy-les-Moulineaux, † 2007)
- Philippe De Lacy, attore statunitense (Nancy, n. 1917 - Carmel, † 1995)
- Philippe Forquet, attore francese (Parigi, n. 1940 - San Quintino, † 2020)
- Philippe Hersent, attore francese (Écommoy, n. 1912 - Roma, † 1982)
- Philippe Lacheau, attore, comico e cabarettista francese (Fontenay-sous-Bois, n. 1980)
- Bouli Lanners, attore, regista e sceneggiatore belga (Plombières, n. 1965)
- Philippe Laudenbach, attore francese (Bourg-la-Reine, n. 1936 - Tolosa, † 2024)
- Philippe Lellouche, attore, regista e conduttore televisivo israeliano (Ramat Gan, n. 1966)
- Philippe Lemaire, attore francese (Moussy-le-Neuf, n. 1927 - Parigi, † 2004)
- Philippe Leroy, attore francese (Parigi, n. 1930 - Roma, † 2024)
- Philippe Léotard, attore, cantante e poeta francese (Nizza, n. 1940 - Parigi, † 2001)
- Philippe Nahon, attore francese (Parigi, n. 1938 - Parigi, † 2020)
- Philippe Noiret, attore francese (Lilla, n. 1930 - Parigi, † 2006)
- Philippe Normand, attore e cantante francese (n. 1952 - Parigi, † 2013)
- Philippe Torreton, attore francese (Rouen, n. 1965)

## Attori pornografici(1)
- Philippe Dean, ex attore pornografico francese (n. 1969)

## Attori teatrali(1)
- Fabre d'Églantine, attore teatrale, drammaturgo e rivoluzionario francese (Carcassonne, n. 1750 - Parigi, † 1794)

## Autori di videogiochi(1)
- Phil Fish, autore di videogiochi canadese (Montreal, n. 1984)

## Banchieri(1)
- Philippe Oddo, banchiere francese (Parigi, n. 1959)

## Biologi(4)
- Philippe Bouchet, biologo francese (n. 1953)
- Philippe Dautzenberg, biologo belga (Ixelles, n. 1849 - Parigi, † 1935)
- Philippe Kourilsky, biologo, genetista e immunologo francese (Boulogne-Billancourt, n. 1942)
- Philippe Sansonetti, biologo francese (n. 1949)

## Botanici(2)
- Philippe Édouard Léon van Tieghem, botanico francese (Bailleul, n. 1839 - Parigi, † 1914)
- Philippe de Vilmorin, botanico e genetista francese (Verrières-le-Buisson, n. 1872 - Verrières-le-Buisson, † 1917)

## Calciatori(35)
- Philippe Albert, ex calciatore belga (Bouillon, n. 1967)
- Philippe Almeida Costa, calciatore brasiliano (Goiânia, n. 2000)
- Philippe van Arnhem, calciatore olandese (Waalwijk, n. 1996)
- Philippe Bergerôo, ex calciatore e allenatore di calcio francese (Ciboure, n. 1954)
- Philippe Billy, ex calciatore francese (Nantes, n. 1982)
- Philippe Bonnardel, calciatore francese (Parigi, n. 1899 - Parigi, † 1953)
- Philippe Brinquin, ex calciatore francese (Quimperlé, n. 1971)
- Philippe Christanval, ex calciatore francese (Parigi, n. 1978)
- Philippe Coutinho, calciatore brasiliano (Rio de Janeiro, n. 1992)
- Philippe Desmet, ex calciatore belga (Waregem, n. 1958)
- Philippe Durpes, ex calciatore francese (Capesterre-Belle-Eau, n. 1974)
- Philippe Erne, ex calciatore liechtensteinese (Vaduz, n. 1986)
- Philippe Fargeon, ex calciatore francese (Ambilly, n. 1964)
- Philippe Fuchs, calciatore e allenatore di calcio svizzero (Ginevra, n. 1921 - † 2001)
- Philippe Gaillot, ex calciatore francese (Château-Salins, n. 1965)
- Philippe Garot, calciatore e allenatore di calcio belga (Verviers, n. 1948 - Waremme, † 2023)
- Philippe Gondet, calciatore francese (Blois, n. 1942 - Vertou, † 2018)
- Philippe Jeannol, ex calciatore francese (Nancy, n. 1958)
- Philippe Koch, ex calciatore svizzero (Jegenstorf, n. 1991)
- Philippe Lucas, ex calciatore francese (Saint-Cloud, n. 1963)
- Philippe Léonard, ex calciatore belga (Liegi, n. 1974)
- Philippe Mahut, calciatore francese (Lunery, n. 1956 - Parigi, † 2014)
- Jean-Philippe Mendy, ex calciatore francese (Élancourt, n. 1987)
- Philippe Mexès, ex calciatore francese (Tolosa, n. 1982)
- Philippe Montandon, ex calciatore svizzero (Uster, n. 1982)
- Philippe Perret, ex calciatore svizzero (La Sagne, n. 1961)
- Philippe Piat, ex calciatore francese (Casablanca, n. 1942)
- Philippe Pottier, calciatore svizzero (Monthey, n. 1938 - † 1985)
- Philippe Raschke, ex calciatore francese (Clermont-Ferrand, n. 1967)
- Philippe Redon, calciatore e allenatore di calcio francese (Gorron, n. 1950 - Rennes, † 2020)
- Philippe Rommens, calciatore belga (Wommelgem, n. 1997)
- Philippe Sandler, calciatore olandese (Amsterdam, n. 1997)
- Philippe Tibeuf, ex calciatore francese (Dinan, n. 1962)
- Philippe Vercruysse, ex calciatore francese (Saumur, n. 1962)
- Philippe Violeau, ex calciatore francese (Niort, n. 1970)

## Canoisti(1)
- Philippe Renaud, ex canoista francese (Créteil, n. 1962)

## Cantanti(3)
- Philippe Katerine, cantante e attore francese (Thouars, n. 1968)
- Philippe Lafontaine, cantante e compositore belga (Gosselies, n. 1955)
- Philippe Lavil, cantante e chitarrista francese (Fort-de-France, n. 1947)

## Cardinali(7)
- Philippe d'Alençon, cardinale e patriarca cattolico francese (Brie - Roma, † 1397)
- Philippe Barbarin, cardinale e arcivescovo cattolico francese (Rabat, n. 1950)
- Philippe de la Chambre, cardinale e vescovo cattolico francese (Savoia - Roma, † 1550)
- Philippe de Lénoncourt, cardinale e vescovo cattolico francese (Lenoncourt, n. 1527 - Roma, † 1592)
- Philippe Nakellentuba Ouédraogo, cardinale e arcivescovo cattolico burkinabé (Konéan, n. 1945)
- Philippe de Coëtquis, cardinale e arcivescovo cattolico francese (Morlaix, n. 1376 - Tours, † 1441)
- Philippe de Lévis, cardinale francese (Francia, n. 1435 - Roma, † 1475)

## Cavalieri(1)
- Philippe Rozier, cavaliere francese (Melun, n. 1963)

## Cestisti(2)
- Philippe Baillet, cestista francese (Bordeaux, n. 1940 - Antibes, † 2015)
- Philippe Braud, ex cestista francese (Clermont-Ferrand, n. 1985)

## Chimici(1)
- Philippe Guye, chimico svizzero (Saint-Christophe, n. 1862 - Ginevra, † 1922)

## Ciclisti su strada(8)
- Philippe Bono, ciclista su strada francese (Parigi, n. 1909 - Le Vésinet, † 1986)
- Philippe Bouvatier, ciclista su strada francese (Rouen, n. 1964 - Rouen, † 2023)
- Philippe Casado, ciclista su strada francese (Oujda, n. 1964 - Saint-Estève, † 1995)
- Philippe Gaumont, ciclista su strada e pistard francese (Amiens, n. 1973 - Arras, † 2013)
- Philippe Gilbert, ex ciclista su strada belga (Verviers, n. 1982)
- Philippe Poissonnier, ex ciclista su strada francese (Armentières, n. 1951)
- Philippe Schnyder, ex ciclista su strada svizzero (Rapperswil, n. 1978)
- Philippe Thys, ciclista su strada, ciclocrossista e pistard belga (Anderlecht, n. 1890 - Bruxelles, † 1971)

## Compositori(8)
- Philippe Boesmans, compositore belga (Tongeren, n. 1936 - Bruxelles, † 2022)
- Philippe Hersant, compositore francese (Roma, n. 1948)
- Philippe Manoury, compositore e docente francese (Tulle, n. 1952)
- Philippe de Monte, compositore fiammingo (Mechelen, n. 1521 - Praga, † 1603)
- Philippe Rombi, compositore francese (Pau, n. 1968)
- Philippe Sarde, compositore francese (Neuilly-sur-Seine, n. 1948)
- Philippe Verdelot, compositore francese (Les Loges)
- Philippe de Vitry, compositore, teorico musicale e poeta francese (Parigi, n. 1291 - † 1361)

## Controtenori(1)
- Philippe Jaroussky, controtenore francese (Maisons-Laffitte, n. 1978)

## Cuochi(1)
- Philippe Léveillé, cuoco e personaggio televisivo francese (Nantes, n. 1963)

## Designer(2)
- Philippe Apeloig, designer e tipografo francese (Parigi, n. 1962)
- Philippe Charbonneaux, designer francese (Reims, n. 1917 - Parigi, † 1998)

## Diplomatici(3)
- Philippe Berthelot, diplomatico francese (Sèvres, n. 1866 - Parigi, † 1934)
- Philippe Lazzarini, diplomatico svizzero (Neuchâtel, n. 1964)
- Philippe Pot, diplomatico francese (La Rochepot - † 1493)

## Direttori d'orchestra(3)
- Philippe Bach, direttore d'orchestra svizzero (Saanen, n. 1974)
- Philippe Herreweghe, direttore d'orchestra belga (Gand, n. 1947)
- Philippe Jordan, direttore d'orchestra e pianista svizzero (Zurigo, n. 1974)

## Direttori della fotografia(3)
- Philippe Agostini, direttore della fotografia, regista e sceneggiatore francese (Parigi, n. 1910 - Parigi, † 2001)
- Philippe Le Sourd, direttore della fotografia francese (Parigi, n. 1963)
- Philippe Rousselot, direttore della fotografia francese (Briey, n. 1945)

## Dirigenti d'azienda(1)
- Philippe Donnet, dirigente d'azienda francese (Suresnes, n. 1960)

## Dirigenti sportivi(2)
- Philippe Chevallier, dirigente sportivo, ex ciclista su strada e ex pistard francese (Annemasse, n. 1961)
- Philippe Senderos, dirigente sportivo e ex calciatore svizzero (Ginevra, n. 1985)

## Disegnatori(1)
- Philippe Druillet, disegnatore e fumettista francese (Tolosa, n. 1944)

## Doppiatori(1)
- Philippe Peythieu, doppiatore francese (Parigi, n. 1950)

## Drammaturghi(2)
- Philippe Néricault Destouches, commediografo francese (Tours, n. 1680 - Parigi, † 1754)
- Philippe Quinault, drammaturgo e librettista francese (Parigi, n. 1635 - Parigi, † 1688)

## Entomologi(1)
- Philippe Cuénoud, entomologo e botanico svizzero (Ginevra, n. 1968)

## Filosofi(4)
- Philippe Capelle, filosofo e teologo francese (Parigi, n. 1952)
- Philippe Lacoue-Labarthe, filosofo francese (Tours, n. 1940 - Parigi, † 2007)
- Philippe Nemo, filosofo francese (n. 1949)
- Philippe Van Parijs, filosofo, economista e giurista belga (Bruxelles, n. 1951)

## Fisici(1)
- Philippe Nozières, fisico francese (Parigi, n. 1932 - † 2022)

## Flautisti(2)
- Philippe Gaubert, flautista, direttore d'orchestra e compositore francese (Cahors, n. 1879 - Parigi, † 1941)
- Philippe Rebillé Philbert, flautista francese (n. 1639 - Parigi, † 1717)

## Fotografi(2)
- Philippe Halsman, fotografo statunitense (Riga, n. 1906 - New York, † 1979)
- Philippe Salaün, fotografo francese (Plonévez-du-Faou, n. 1943 - Parigi, † 2020)

## Fumettisti(6)
- Caza, fumettista francese (Parigi, n. 1941)
- Philippe Chappuis, fumettista svizzero (Onex, n. 1967)
- Philippe Geluck, fumettista belga (Etterbeek, Bruxelles, n. 1954)
- Philippe Honoré, fumettista e illustratore francese (Vichy, n. 1941 - Parigi, † 2015)
- Philippe Luguy, fumettista francese (Parigi, n. 1948)
- Philippe Vuillemin, fumettista e attore francese (Marsiglia, n. 1958)

## Funzionari(1)
- Philippe Marland, funzionario e ambasciatore francese (Saint-Florentin, n. 1947)

## Generali(7)
- Philippe de Crèvecœur d'Esquerdes, generale francese (n. 1418 - Bresle, † 1494)
- Eugène de Courten, generale svizzero (Sierre, n. 1715 - Torino, † 1802)
- Philippe Féquant, generale francese (Montmorency, n. 1883 - Parigi, † 1938)
- Philippe Leclerc de Hauteclocque, generale francese (Belloy-Saint-Léonard, n. 1902 - Béchar, † 1947)
- Philippe Antoine d'Ornano, generale francese (Ajaccio, n. 1784 - Vincennes, † 1863)
- Philippe Henri de Ségur, generale francese (Parigi, n. 1724 - Châtenay-sur-Seine, † 1801)
- Philippe Antoine de La Tour du Pin Gouvernet, generale francese (Souvent, n. 1723 - Parigi, † 1794)

## Geografi(1)
- Philippe Buache, geografo e cartografo francese (Parigi, n. 1700 - Parigi, † 1773)

## Gesuiti(2)
- Filippo Briezio, gesuita, storico e cartografo francese (Abbeville, n. 1601 - Parigi, † 1668)
- Philippe Labbe, gesuita, storico e grecista francese (Bourges, n. 1607 - Parigi, † 1667)

## Ginnasti(1)
- Philippe Vatuone, ex ginnasta francese (Sète, n. 1962)

## Giocatori di calcio a 5(1)
- Philippe Marché, ex giocatore di calcio a 5 belga (n. 1962)

## Giornalisti(6)
- Philippe Bouvard, giornalista, conduttore televisivo e scrittore francese (Coulommiers, n. 1929)
- Philippe Carles, giornalista, critico musicale e produttore discografico francese (Algeri, n. 1941 - † 2023)
- Philippe Labro, giornalista, scrittore e regista francese (Montauban, n. 1936 - Parigi, † 2025)
- Philippe Ragueneau, giornalista e scrittore francese (Orléans, n. 1917 - Gordes, † 2003)
- Philippe Val, giornalista, scrittore e cantante francese (Neuilly-sur-Seine, n. 1952)
- Philippe de Zara, giornalista e scrittore francese (n. 1893 - † 1984)

## Giuristi(2)
- Philippe Canaye, giurista francese (Parigi, n. 1551 - Parigi, † 1610)
- Philippe di Beaumanoir, giurista francese (Piccardia - † 1296)

## Grecisti(1)
- Philippe Le Bas, grecista, epigrafista e archeologo francese (Parigi, n. 1794 - Parigi, † 1860)

## Hockeisti su ghiaccio(1)
- Philippe Furrer, hockeista su ghiaccio svizzero (Berna, n. 1985)

## Illustratori(1)
- Turk, illustratore, sceneggiatore e fumettista belga (Durbuy, n. 1947)

## Imprenditori(3)
- Philippe Foriel-Destezet, imprenditore francese (Lione, n. 1958 - Créteil, † 2021)
- Philippe Ginestet, imprenditore francese (Sainte-Livrade-sur-Lot, n. 1954)
- Philippe Petitcolin, imprenditore francese (Saint-Mihiel, n. 1952)

## Incisori(1)
- Philippe Danfrie, incisore francese (Cornovaglia, n. 1532 - Parigi, † 1606)

## Informatici(1)
- Philippe Dreyfus, informatico francese (Parigi, n. 1925 - Biarritz, † 2018)

## Inventori(2)
- Philippe Kahn, inventore e imprenditore statunitense (Parigi, n. 1952)
- Philippe Lebon, inventore francese (Brachay, n. 1767 - Parigi, † 1804)

## Latinisti(1)
- Philippe Remacle, latinista e grecista belga (Warnant, n. 1944 - Hannut, † 2011)

## Linguisti(1)
- Philippe Marçais, linguista, arabista e politico francese (Algeri, n. 1910 - Parigi, † 1984)

## Magistrati(1)
- Philippe Séguin, magistrato e politico francese (Tunisi, n. 1943 - Parigi, † 2010)

## Matematici(1)
- Philippe de La Hire, matematico, astronomo e architetto francese (Parigi, n. 1640 - Parigi, † 1718)

## Medici(2)
- Philippe Coumel, medico francese (Lione, n. 1935 - Parigi, † 2004)
- Philippe Douste-Blazy, medico e politico francese (Lourdes, n. 1953)

## Medievisti(3)
- Philippe Ariès, medievista francese (Blois, n. 1914 - Tolosa, † 1984)
- Philippe Contamine, medievista francese (Metz, n. 1932 - Parigi, † 2022)
- Philippe Sénac, medievista e islamista francese (Parigi, n. 1952)

## Militari(7)
- Philippe de Culant, militare francese (n. 1413 - † 1454)
- Philippe Erulin, ufficiale francese (Dole, n. 1932 - Parigi, † 1979)
- Philippe Emmanuel de Gondi, militare francese (Limoges, n. 1581 - Joigny, † 1662)
- Philippe d'Aunay, militare francese (Pontoise, † 1314)
- Henri Roussel de Courcy, militare francese (Orléans, n. 1827 - Parigi, † 1887)
- Philippe de Courcillon, ufficiale e scrittore francese (Dangeau, n. 1638 - Parigi, † 1720)
- Philippe de Rigaud de Vaudreuil, militare e funzionario francese (Dreuilhe, n. 1650 - Québec, † 1725)

## Miniatori(1)
- Philippe de Mazerolles, miniatore fiammingo (Bruges, † 1479)

## Missionari(2)
- Philippe Couplet, missionario belga (Mechelen, n. 1622 - Goa, † 1692)
- Philippe Joseph Viard, missionario e vescovo cattolico francese (Lione, n. 1809 - Wellington, † 1872)

## Musicologi(1)
- Philippe Beaussant, musicologo e scrittore francese (Caudéran, n. 1930 - Le Coudray, † 2016)

## Nobili(9)
- Philippe de Carteret I, nobile britannico (Saint Ouen, n. 1552 - Sark, † 1594)
- Philippe de Carteret II, nobile britannico (Sark, n. 1584 - Sark, † 1643)
- Philippe de Carteret III, nobile britannico (Sark, n. 1620)
- Philippe de Carteret IV, nobile britannico (Sark, n. 1650 - Sark, † 1693)
- Philippe Pozzo di Borgo, nobile, imprenditore e scrittore francese (Tunisi, n. 1951 - Marrakech, † 2023)
- Philippe de Ternant, nobile francese (n. 1400 - † 1456)
- Philippe I de Croÿ, nobile belga (n. 1435 - † 1511)
- Philippe II de Croÿ, nobile belga (n. 1496 - † 1549)
- Philippe de Noailles, nobile e militare francese (Parigi, n. 1715 - Parigi, † 1794)

## Nuotatori(2)
- Philippe Croizon, nuotatore e pilota di rally francese (Châtellerault, n. 1968)
- Philippe Houben, nuotatore e pallanuotista belga (Bruxelles, n. 1881 - Fontenay-sous-Bois, † 1963)

## Orafi(1)
- Philippe Wolfers, orafo, gioielliere e imprenditore belga (Bruxelles, n. 1858 - Bruxelles, † 1929)

## Organisti(1)
- Philippe Lefebvre, organista francese (Roubaix, n. 1949)

## Orientisti(1)
- Philippe Adamski, orientista francese (Dechy, n. 1985)

## Paleontologi(1)
- Philippe Taquet, paleontologo francese (San Quintino, n. 1940)

## Pallavolisti(2)
- Philippe Barca-Cysique, pallavolista francese (Parigi, n. 1977)
- Philippe Blain, ex pallavolista e allenatore di pallavolo francese (Montpellier, n. 1960)

## Pattinatori artistici su ghiaccio(1)
- Philippe Candeloro, pattinatore artistico su ghiaccio francese (Courbevoie, n. 1972)

## Percussionisti(1)
- Philippe Teboul, percussionista francese

## Pianisti(2)
- Richard Clayderman, pianista francese (Parigi, n. 1953)
- Philippe Entremont, pianista e direttore d'orchestra francese (Reims, n. 1934)

## Piloti automobilistici(5)
- Philippe Adams, ex pilota automobilistico belga (Mouscron, n. 1969)
- Philippe Alliot, ex pilota automobilistico francese (Voves, n. 1954)
- Philippe Étancelin, pilota automobilistico francese (Rouen, n. 1896 - Neuilly-sur-Seine, † 1981)
- Philippe Streiff, pilota automobilistico francese (La Tronche, n. 1955 - Puteaux, † 2022)
- Philippe Wambergue, ex pilota automobilistico francese (Parigi, n. 1948)

## Piloti di rally(1)
- Philippe Bugalski, pilota di rally francese (Cusset, n. 1963 - † 2012)

## Piloti motonautici(1)
- Philippe Chiappe, pilota motonautico francese (Caudebec-en-Caux, n. 1963)

## Pirati(1)
- Philippe Bequel, pirata francese (La Rochelle - † 1669)

## Pistard(1)
- Philippe Ermenault, ex pistard e ciclista su strada francese (Flixecourt, n. 1969)

## Pittori(5)
- Philippe Artias, pittore e ceramista francese (Feurs, n. 1912 - Numana, † 2002)
- Philippe de Champaigne, pittore francese (Bruxelles, n. 1602 - Parigi, † 1674)
- Philippe Pasqua, pittore e scultore francese (Grasse, n. 1965)
- Philippe Rousseau, pittore francese (Parigi, n. 1816 - Acquigny, † 1887)
- Philippe Le Clerc, pittore tedesco (Zweibrücken, n. 1755 - Monaco di Baviera, † 1826)

## Poeti(3)
- Philippe Desportes, poeta francese (Chartres, n. 1546 - Pont-de-l'Arche, † 1606)
- Philippe Habert, poeta francese (Parigi, n. 1604 - Aimeries, La Louvière, † 1637)
- Philippe Jaccottet, poeta e traduttore svizzero (Moudon, n. 1925 - Grignan, † 2021)

## Politici(21)
- Philippe Busquin, politico belga (Feluy, n. 1941)
- Philippe Close, politico belga (Namur, n. 1971)
- Filippo de Commynes, politico francese (Hazebrouck - Châteauroux, † 1511)
- Philippe Courard, politico belga (Namur, n. 1966)
- Philippe De Backer, politico belga (Ekeren, n. 1978)
- Philippe Henriot, politico francese (Reims, n. 1889 - Parigi, † 1944)
- Philippe La Beaume de Bourgoing, politico francese (Nevers, n. 1827 - Parigi, † 1882)
- Philippe Lamberts, politico e ingegnere belga (Bruxelles, n. 1963)
- Philippe Loiseau, politico francese (Chartres, n. 1957)
- Philippe Maystadt, politico belga (Petit-Rechain, n. 1948 - † 2017)
- Philippe-Antoine Merlin de Douai, politico e giurista francese (Arleux, n. 1754 - Parigi, † 1838)
- Philippe Morenvillier, politico francese (Nancy, n. 1965)
- Philippe Morillon, politico francese (Casablanca, n. 1935)
- Philippe Moureaux, politico belga (Etterbeek, n. 1939 - Bruxelles, † 2018)
- Philippe Muyters, politico belga (Anversa, n. 1961)
- Philippe Olivier, politico francese (Juvisy-sur-Orge, n. 1961)
- Philippe Poutou, politico e sindacalista francese (Villemomble, n. 1967)
- Philippe Richert, politico francese (Ingwiller, n. 1953)
- Philippe Rühl, politico e rivoluzionario francese (Strasburgo, n. 1737 - † 1795)
- Philippe de Villiers, politico francese (Boulogne, n. 1949)
- Philippe de Noircarmes, politico, militare e nobile francese (Utrecht, † 1574)

## Politologi(1)
- Philippe C. Schmitter, politologo e saggista statunitense (Washington, n. 1936)

## Presbiteri(3)
- Philippe Bordeyne, presbitero e teologo francese (Parigi, n. 1959)
- Philippe Béguerie, presbitero francese (Bordeaux, n. 1925 - Parigi, † 2017)
- Philippe Rolland, prete francese (Gisors, n. 1940 - Parigi, † 2017)

## Produttori cinematografici(2)
- Philippe Godeau, produttore cinematografico, regista e sceneggiatore francese
- Philippe Rousselet, produttore cinematografico francese (Neuilly-sur-Seine, n. 1968)

## Psichiatri(1)
- Philippe Pinel, psichiatra francese (Jonquières, n. 1745 - Parigi, † 1826)

## Rapper(1)
- Akhenaton, rapper e produttore discografico francese (Marsiglia, n. 1968)

## Registi(14)
- Philippe Carrese, regista, disegnatore e scrittore francese (Marsiglia, n. 1956 - Marsiglia, † 2019)
- Philippe Falardeau, regista e sceneggiatore canadese (Hull, n. 1968)
- Philippe Garrel, regista e attore francese (Parigi, n. 1948)
- Philippe Grandrieux, regista e sceneggiatore francese (Saint-Étienne, n. 1954)
- Philippe Harel, regista, attore e sceneggiatore francese (Parigi, n. 1956)
- Philippe Haïm, regista, sceneggiatore e compositore francese (Parigi, n. 1967)
- Philippe Le Guay, regista e sceneggiatore francese (Parigi, n. 1956)
- Philippe Leclerc, regista e animatore francese
- Philippe Lioret, regista e sceneggiatore francese (Parigi, n. 1955)
- Philippe Martinez, regista e produttore cinematografico francese (n. 1968)
- Philippe Mora, regista australiano (Parigi, n. 1949)
- Philippe Niang, regista e sceneggiatore francese (Parigi, n. 1951)
- Philippe Van Leeuw, regista e direttore della fotografia belga (Bruxelles, n. 1954)
- Philippe de Chauveron, regista e sceneggiatore francese (Parigi, n. 1965)

## Registi teatrali(1)
- Philippe Adrien, regista teatrale, sceneggiatore e scrittore francese (Savignies, n. 1939 - Villecresnes, † 2021)

## Rugbisti a 15(9)
- Philippe Benetton, ex rugbista a 15 e allenatore di rugby a 15 francese (Cahors, n. 1968)
- Philippe Bernat-Salles, ex rugbista a 15 francese (Pau, n. 1970)
- Philippe Bérot, ex rugbista a 15 e allenatore di rugby a 15 francese (Tarbes, n. 1965)
- Philippe Dintrans, ex rugbista a 15 e imprenditore francese (Tarbes, n. 1957)
- Philippe Gallart, ex rugbista a 15 e allenatore di rugby a 15 francese (Béziers, n. 1962)
- Philippe Gimbert, ex rugbista a 15 e allenatore di rugby a 15 francese (Firminy, n. 1966)
- Philippe Marocco, ex rugbista a 15 e allenatore di rugby a 15 francese (Cintegabelle, n. 1960)
- Philippe Saint-André, ex rugbista a 15 e allenatore di rugby a 15 francese (Romans-sur-Isère, n. 1967)
- Philippe Sella, ex rugbista a 15, imprenditore e allenatore di rugby a 15 francese (Tonneins, n. 1962)

## Saggisti(1)
- Philippe Lejeune, saggista francese (n. 1938)

## Schermidori(9)
- Philippe Beaudry, schermidore canadese (Sherbrooke, n. 1987)
- Philippe Boisse, ex schermidore francese (n. 1955)
- Philippe Bonnin, ex schermidore francese (Boulogne-Billancourt, n. 1955)
- Philippe Cattiau, schermidore francese (Saint-Malo, n. 1892 - Saint-Malo, † 1962)
- Philippe Delrieu, ex schermidore francese (Tarbes, n. 1959)
- Philippe Le Hardy de Beaulieu, schermidore belga (Wavre, n. 1887 - Bruxelles, † 1942)
- Philippe Omnès, ex schermidore francese (Parigi, n. 1960)
- Philippe Riboud, ex schermidore francese (Lione, n. 1957)
- Philippe Schraag, ex schermidore francese

## Sciatori alpini(5)
- Philippe Barroso, ex sciatore alpino francese (Pau, n. 1955)
- Philippe Hardy, sciatore alpino francese (Mazagan, n. 1954 - † 1984)
- Philippe Pugnat, ex sciatore alpino francese (Sallanches, n. 1959)
- Philippe Roux, ex sciatore alpino e pilota di rally svizzero (Bagnes, n. 1952)
- Philippe Verneret, ex sciatore alpino francese (Cluses, n. 1962)

## Sciatori freestyle(1)
- Philippe Marquis, sciatore freestyle canadese (Québec, n. 1989)

## Scrittori(18)
- Philippe Besson, scrittore francese (Barbezieux-Saint-Hilaire, n. 1967)
- Philippe Claudel, scrittore, saggista e regista francese (Dombasle-sur-Meurthe, n. 1962)
- Philippe Collas, scrittore e sceneggiatore francese (Thionville, n. 1957)
- Philippe Delerm, scrittore francese (Auvers-sur-Oise, n. 1950)
- Philippe Djian, scrittore francese (Parigi, n. 1949)
- Philippe Doumenc, scrittore francese (Parigi, n. 1934 - Castelnau-le-Lez, † 2023)
- Philippe Duplessis-Mornay, scrittore, politico e teologo francese (Buhy, n. 1549 - La Forêt-sur-Sèvre, † 1623)
- Philippe Forest, scrittore e saggista francese (Parigi, n. 1962)
- Philippe Graton, scrittore e fotografo belga (Uccle, n. 1961)
- Philippe Grimbert, scrittore e psicanalista francese (Parigi, n. 1948)
- Philippe Jacquin, scrittore francese (Donville-les-Bains, n. 1942 - Lione, † 2002)
- Philippe Jaenada, scrittore francese (Saint-Germain-en-Laye, n. 1964)
- Philippe Jullian, scrittore e illustratore francese (Bordeaux, n. 1919 - Parigi, † 1977)
- Philippe Monnier, scrittore svizzero (Ginevra, n. 1864 - Plainpalais, † 1911)
- Philippe Muray, scrittore e saggista francese (Angers, n. 1945 - Parigi, † 2006)
- Édouard Schuré, scrittore, critico letterario e poeta francese (Strasburgo, n. 1841 - Parigi, † 1929)
- Philippe Sollers, scrittore, saggista e filosofo francese (Talence, n. 1936 - Parigi, † 2023)
- Philippe Soupault, scrittore e saggista francese (Chaville, n. 1897 - Parigi, † 1990)

## Scultori(2)
- Philippe Caffieri, scultore francese (Parigi, n. 1714 - Parigi, † 1774)
- Henri Lemaire, scultore e politico francese (Valenciennes, n. 1798 - Parigi, † 1880)

## Sociologi(3)
- Philippe Breton, sociologo e antropologo francese (Béthune, n. 1951)
- Philippe Corcuff, sociologo e politologo francese (Orano, n. 1960)
- Philippe Zawieja, sociologo francese (Draveil, n. 1970)

## Storici(2)
- Philippe Alegambe, storico belga (Bruxelles, n. 1592 - Roma, † 1652)
- Philippe Dollinger, storico francese (Strasburgo, n. 1904 - Schiltigheim, † 1999)

## Storici dell'arte(2)
- Philippe Daverio, storico dell'arte, critico d'arte e conduttore televisivo italiano (Mulhouse, n. 1949 - Milano, † 2020)
- Philippe Stern, storico dell'arte francese (Parigi, n. 1895 - Parigi, † 1979)

## Storici delle religioni(1)
- Philippe Cornu, storico delle religioni francese (n. 1957)

## Tennisti(2)
- Philippe Chatrier, tennista, giornalista e dirigente sportivo francese (Créteil, n. 1926 - Dinard, † 2000)
- Philippe Washer, tennista belga (Bruxelles, n. 1924 - Knokke, † 2015)

## Tiratori a segno(1)
- Philippe Heberlé, tiratore a segno francese (n. 1963)

## Tuffatori(1)
- Philippe Gagné, tuffatore canadese (Montréal, n. 1997)

## Velocisti(1)
- Philippe Clerc, ex velocista svizzero (Port-Valais, n. 1946)

## Vescovi(1)
- Philippe de Dreux, vescovo francese (n. 1158 - † 1217)

## Vescovi cattolici(3)
- Philippe Christory, vescovo cattolico francese (Tourcoing, n. 1958)
- Philippe Guiougou, vescovo cattolico francese (Baie-Mahault, n. 1973)
- Philippe Jean-Charles Jourdan, vescovo cattolico francese (Dax, n. 1960)

## Veterinari(1)
- Philippe Thomas, veterinario e geologo francese (Duerne, n. 1843 - † 1910)

## Violinisti(2)
- Philippe Borer, violinista e insegnante svizzero (Neuchâtel, n. 1955 - Neuchâtel, † 2023)
- Philippe Hirschhorn, violinista e docente sovietico (Riga, n. 1946 - Bruxelles, † 1996)

## Violoncellisti(1)
- Philippe Muller, violoncellista francese (Mulhouse, n. 1946)

## Senza attività specificata(5)
- Philippe de Villiers de L'Isle-Adam, francese (Beauvais, n. 1464 - Rabat, † 1534)
- Philippe LaRoche, ex sciatore freestyle canadese (Québec, n. 1966)
- Philippe de Plaissis, cavaliere medievale francese (Angiò, n. 1165 - † 1209)
- Philippe de Milly, cavaliere medievale francese († 1171)
- Philippe de Rémi, francese (n. 1210 - Remy, † 1265)